# The Joshua Light Show

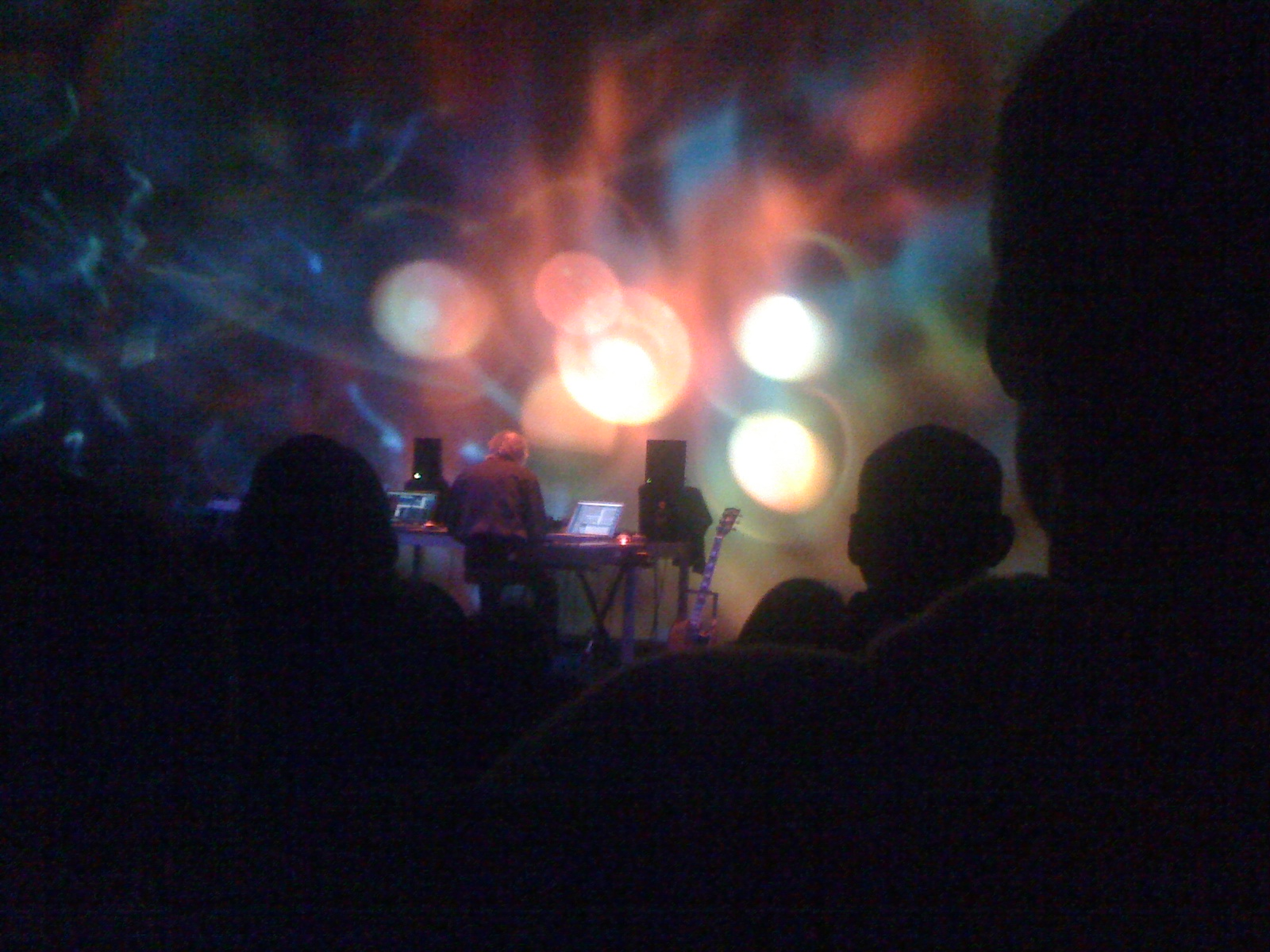
The Joshua Light Show featuring Manuel Göttsching, Transmediale 2012

Die Joshua Light Show ist eine Lightshow, die 1967 von Joshua White in New York gegründet wurde und mit analogen Geräten, wie Dia-Projektoren, Overheadprojektoren, Farbrädern, Prismen und Spiegeln Hintergrundanimationen zu Psychedelic-Rockkonzerten von Gruppen wie Grateful Dead, The Doors, Jimi Hendrix, Frank Zappa und anderen schuf. Hierbei wurden u. a. ölhaltige farbige Flüssigkeiten verwendet, die in immer neuen Varianten ineinander verlaufend als Rückpro oder Aufpro auf eine weiße Fläche hinter oder über den Musikern projiziert wurden. 
Bill Graham engagierte die Gruppe, die zeitweilig bis zu zehn Mitglieder umfasste, für das damals neue Fillmore East.
Aufgrund ihrer enormen Popularität trat die Gruppe zunehmend auch in klassischen Konzerthäusern wie der Carnegie Hall und im Lincoln Center auf.
Im Jahr 2012 trat die Joshua Light Show im Rahmen der Transmediale im Haus der Kulturen der Welt dreimal vor ausverkauftem Saal u. a. mit Manuel Göttsching als Highlight auf. Hierfür hatten sie ein Equipment von mehreren Tausend Kilo Material von New York einfliegen lassen.